# Mitreni (gmina)
Mitreni – gmina w Rumunii, w okręgu Călărași. Obejmuje miejscowości Clătești, Mitreni i Valea Roșie. W 2011 roku liczyła 4323 mieszkańców. 